# どうして、そんなに黒い髪が好きなの?
『どうして、そんなに黒い髪が好きなの?』（どうして、そんなにくろいかみがすきなの）は、2014年10月31日にファイヤワークスより発売されたアダルトゲーム。
萌えゲーアワード2014にて、10月月間賞を受賞したほか、金賞・ニューブランド賞を受賞した。

## 解説
日本の歴史や神話をベースに、女神の従神にされてしまった黒髪フェチの少年の生活を描くアダルトゲーム。
多くの萌え系作品は明るい髪色のヒロインを多用する一方、黒髪をテーマとした本作の攻略対象ヒロインは全員黒い髪をしている。

## あらすじ
神社の跡取り息子である主人公・神前 春人は、黒い長髪の女性たちに囲まれて育ったこともあり、黒髪好きになっていた。
ある日、彼は煩悩を払うべく登った霊山で遭難していたところ、黒髪の美女に助けられ、勢いでプロポーズをしてしまった。
その後、一命をとりとめた彼のもとに、幻だと思っていた美女・岩長ノ銀杏媛（イワナガノイチョウヒメ）が嫁になるという約束を果たすために現れ、彼女の神託を叶えるための従神にされてしまった。
春人の幼馴染である巫女・鳳月うららがこの状況に不満を抱く中、銀杏媛の妹神である中津国女ノ咲耶媛（ナカツクニメノサクヤヒメ）や、神社で怪しげな儀式をする少女・水葉まで現れ、彼らの日常は賑やかさを増した。

## 登場人物
神前 春人（かみまえ はると）
本作の主人公。神社の跡取り息子で、神々に愛されやすい『神憑（かみがか）りの子』として大事に育てられてきた。黒髪フェチで、タイプの女性に頼まれると断れない。
岩長ノ銀杏姫（いわながのいちょうひめ）
声 - 小倉結衣
霊山で遭難した春人を助けた女性。その正体は縁結びの神だが、自らの容姿を醜いと思い込むあまり2000年の間霊山にこもっていたため、異性との接し方をわからずにいる。昔と今では美人の基準が異なるため、従神である春人をブス専だと勘違いしている。
尊大な言動をとる一方、自らの気持ちに素直に表せずにいる。
鳳月 うらら（ほうづき うらら）
声 - 東かりん
春人の幼馴染である巫女だが、神の存在を信じないほどの現実主義者。社務所のそばにある休憩所のお茶出しをおもな仕事としており、巫女服にエプロンをつけて仕事に臨むことから、巫女さんカフェとして知られている。
鬼軍曹とひそかに呼ばれるほど厳しい人物として知られているが、アダルトゲーム愛好者でもあり、その秘密を知る春人からたびたび秋葉原へ買い出しに行かされる。
中津国女ノ咲耶媛（なかつくにめのさくやひめ）
声 - 奏雨
銀杏姫の妹神。才色兼備で聞き上手故誰からも好かれているが、サディスティックな一面もある。
行方不明の姉を心配するあまり転生を繰り返してきており、現在の転生体での性経験はない。
祟女水葉（たたりめみずは）
声 - 百瀬ぽこ
神社の境内で怪しげな儀式をしていた少女。いわゆる中二病であり、「死神・業魔（ゴーマ）の力を宿しているため右手と右目を食われた」という理由で眼帯と包帯をしている。そのため、周囲からは正気を疑われるが、実際はただ「痛い」発言をするだけの明るい性格の少女である。
通報を受けた警察に補導されそうになったところを春人に助けられて以来、彼になついている。
此花（このはな）
声 - 結衣菜
咲耶媛の従神。寡黙な性格であるうえ、狐の面をかぶっているため、何を考えているのかわかりにくい人物である。咲耶媛を絶対視する一方、主人公を含む人間を青人草と呼んで見下す傾向にある。

## 主題歌
主題歌「黒曜のみくしげ」
作詞 - 山下慎一狼 / 作曲 - アメディオ / 歌 - 西沢はぐみ
エンディング主題歌「永遠の星座へ」
作詞 - 葉月ゆら / 作曲 - アメディオ / 歌 - ひうらまさこ

## 評価
萌えゲーアワード2014にて、10月月間賞を受賞したほか、金賞・ニューブランド賞を受賞した。
『PCpress』の編集長である津田清和は、授賞時の講評にて、「本作のセールスは目立たなかったものの、10月月間賞を受賞し、年間のユーザー投票で7位にランクインしたのは、わかりやすいテーマに絞り、それを生かした作風を徹底したことが、プレイしたユーザーの心を強くつかんだのではないか」と分析した。